# Три непогожих дня
«Три непогожих дні» (рос. Три ненастных дня) — радянський телефільм 1978 року, знятий режисером Львом Цуцульковським на студії «Лентелефільм».

## Сюжет
За однойменною повістю Сергія Висоцького. Вчинено напад на бухгалтера НДІ та викрадено велику суму грошей. Полковник карного розшуку не лише розкриває злочин, але й досліджує його мотиви.

## У ролях
- Юрій Яковлєв — Ігор Васильович Корнілов, полковник, слідчий
- Валерій Нікітенко — Василь Алабін, начальник РУВС
- Ернст Романов — Юрій Петрович Бєляєв, майор-слідчий
- Ірина Акулова — Валентина Василівна Прошина
- Геннадій Богачов — Ігнатій Борисович Казанський, егоїст та шахрай
- Галина Шмакова — Наталія Дмитрівна Миронова
- Олександр Соколов — Григорій Іванович, дідусь Казанського
- В'ячеслав Захаров — В'ячеслав Григорович Студенкін, фотограф-аматор
- Олег Окулевич — Геннадій Іванович, начальник касира Люби Невельської
- Йосип Конопацький — Олексій Георгійович, батько касира Люби Невельської
- Ганна Лисянська — Жердєва, очевидиця нападу з авоською з яйцями
- Олександр Хочинський — співак у барі теплохода
- Володимир Андрійчук — Олег Саранцев, знайомий Валентини Прошиної
- Б. Волков — епізод
- Олег Іванов — епізод
- Наталія Малахова — Люба Невельська
- Олександр Массарський — оперативник
- Ігор Окрепілов — Віктор, бармен
- Ю. Чуйков — епізод
- Євген Тиличеєв — клієнт у барі
- Валентина Єгоренкова — жінка за столиком у барі
- Вадим Яковлєв — міліціонер

## Знімальна група
- Режисер — Лев Цуцульковський
- Сценарист — Сергій Висоцький
- Оператор — Валерій Смирнов
- Композитор — Олександр Хочинський
- Художник — Микола Субботін